# Prins Jørgens Gård
Prins Jørgens Gård er en plads på Slotsholmen i København. Pladsen ligger mellem Christiansborg Slot, Christiansborg Slotskirke og Thorvaldsens Museum. Fra Prins Jørgens Gård er der indgang til Kongehusets repræsentationslokaler på Christiansborg igennem Dronningeporten, til Statsministeriet og til Højesteret.
Prins Jørgens Gård er opkaldt efter den danske Prins Jørgen, der var bror til Christian 5. I 1670 gav Christian 5. ordre til at nedrive et ældre hus og opføre en staldbygning til brug for broderen på dette sted.
I Prins Jørgens Gård står fire bronzestatuer af figurer fra den græske mytologi og romerske mytologi udført af Bertel Thorvaldsen og Herman Wilhelm Bissen. De forestiller henholdsvis Herkules, Minerva, Æskulap og Nemesis.
Højesteret har sin hovedindgang i Prins Jørgens Gård, og her har man genbrugt indgangspartiet fra Kongeporten på det andet Christiansborg slot, som dog nu er blevet løftet op til en placering for enden af indgangstrappen.